# خورشیدگرفتگی ۱۹ نوامبر ۱۸۱۶
خورشیدگرفتگی ۱۹ نوامبر ۱۸۱۶ (به انگلیسی: Solar eclipse of 19 November 1816) یک خورشیدگرفتگی از نوع خورشیدگرفتگی کلی بود. این خورشیدگرفتگی در تاریخ ۱۹ نوامبر ۱۸۱۶ روی داد که زمان اوج آن، ساعت ۱۰:۱۷:۲۳ به‌وقت ساعت هماهنگ جهانی بوده‌است. مدت‌زمان و طول این خورشیدگرفتگی ۰۲ دقیقه و ۰۰ ثانیه بود.